# Adelheid von Markdorf
Adelheid von Markdorf (* vor 1267; † 1303) war eine Äbtissin des freiweltlichen Damenstifts Buchau im heutigen Bad Buchau am Federsee.
Adelheid von Markdorf stammte aus einer edelfreien Familie, die seit dem 11. Jahrhundert in Markdorf und Umgebung nachgewiesen werden kann. Sie war die Tochter von Oswald von Markdorf.
Als Äbtissin ist sie erstmals im Jahr 1267 eindeutig durch eine Urkunde bezeugt, in der sie den Verkauf von Besitzungen des Buchauer Damestiftes an das Zisterzienserinnenkloster Baindt genehmigte, in das sich ihre (vermutlich unmittelbare Vorgängerin) Mechthild von Bienburg zurückgezogen hatte und nun als Nonne lebte.
Urkunden belegen ihre Amtszeit bis 1299. Nach der Überlieferung des Stiftes starb sie im Jahr 1303.